# Si vis pacem, para bellum

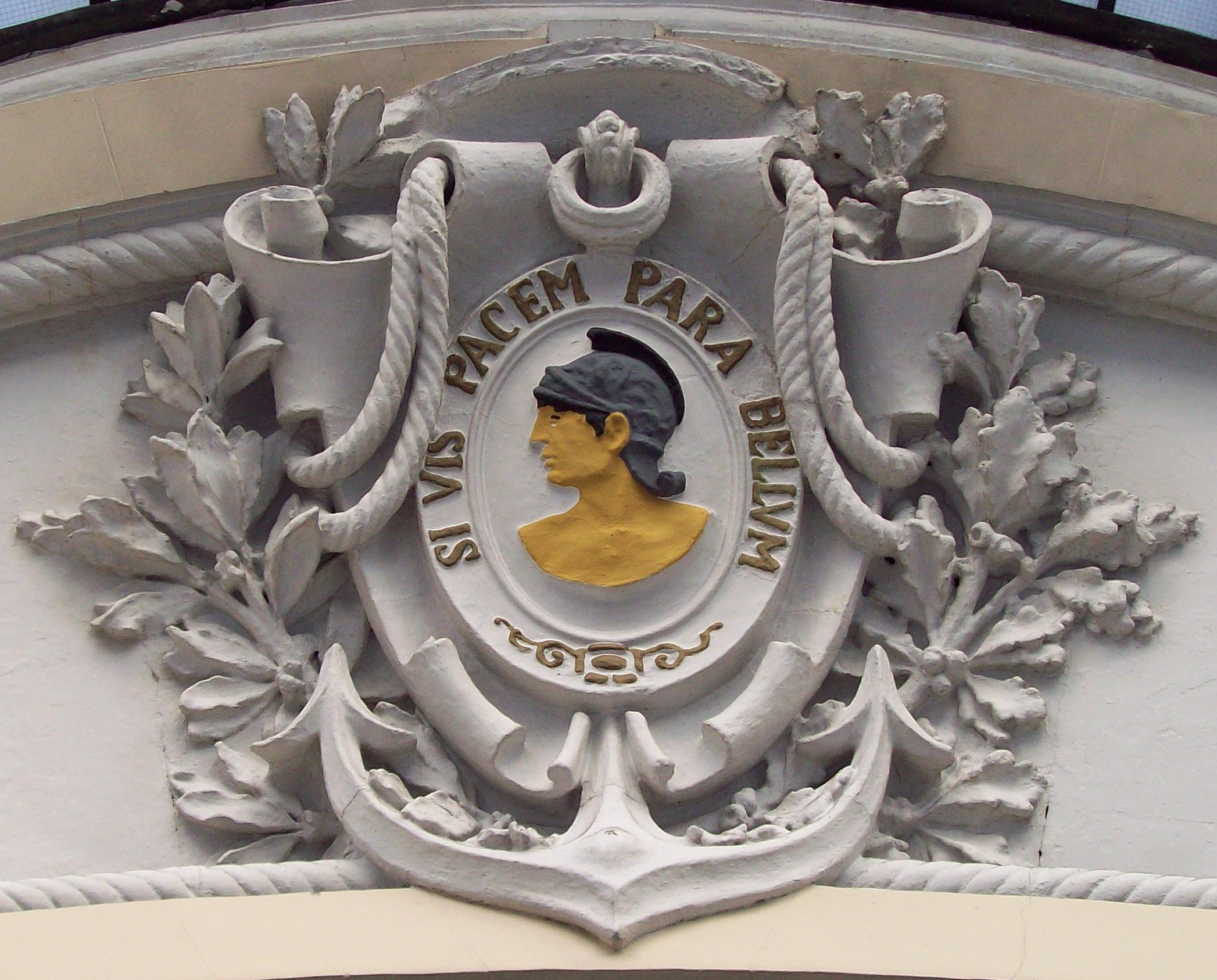
Rilievo presente nel Centro culturale delle Forze Armate di Madrid, in cui compare la frase latina Si vis pacem, para bellum

Si vis pacem, para bellum (in latino: «se vuoi la pace, prepara la guerra») è una locuzione latina.
Usata soprattutto per affermare che uno dei mezzi più efficaci per assicurare la pace consiste nell'essere armati e in grado di difendersi, possiede anche un significato più profondo che è quello che vede proprio coloro che imparano a combattere come coloro che possono comprendere meglio e apprezzare maggiormente la pace.

## Storia e significato
L'uso più antico è contenuto probabilmente in un passo delle Leggi di Platone. La formulazione in uso ancora oggi è invece ricavata dalla frase: Igitur qui desiderat pacem, praeparet bellum, letteralmente "Dunque, chi aspira alla pace, prepari la guerra". È una delle frasi memorabili contenute nel prologo del libro III dell'Epitoma rei militaris di Vegezio, opera composta alla fine del IV secolo.
Il concetto è stato espresso anche da Cornelio Nepote (Epaminonda, 5, 4) con la locuzione Paritur pax bello, vale a dire "la pace si ottiene con la guerra", e soprattutto da Cicerone con la celebre frase Si pace frui volumus, bellum gerendum est (Philippicae, VII, 6,19) tratta dalla Settima filippica, che letteralmente significa "Se vogliamo godere della pace, bisogna fare la guerra", che fu una delle frasi che costarono la vita al grande Arpinate nel conflitto con Marco Antonio.

## Utilizzo

### Alleanza tra Francia e Russia 1892
Il motto sta a corredo della stampa che celebra l'incontro avvenuto a San Pietroburgo nel 1898 tra lo zar Nicola II e il presidente francese Félix Faure. L'alleanza tra le due potenze, cercata dai russi per attirare capitali da Parigi e dai francesi in funzione antitedesca, non evitò (ammesso che questo fosse lo scopo) lo scoppio della Prima guerra mondiale, ma contribuì a ritardarlo. Per alcuni storici, invece, l'alleanza franco-russa fu un fattore determinante per lo scatenarsi del conflitto.

### Nella cultura di massa
- Una frase nel testo della canzone dei Metallica del 1991 Don't Tread on Me è "to secure peace is to prepare for war" (ossia "per assicurarsi la pace bisogna prepararsi alla guerra").
- La locuzione è diventata anche il motto di Punisher, un personaggio dei fumetti della casa editrice statunitense Marvel Comics; viene citata nella mini Year One, e viene ripresa nel film The Punisher, oltre che nell'adattamento fumettistico del medesimo.
- Nel videogioco Tom Clancy's EndWar questa locuzione rappresenta il motto degli Enforcer Corps d'Europa, soldati d'elite appartenenti all'esercito di una futura e ipotetica Federazione Europea.
- Questa locuzione è presente anche nel videogioco Tom Clancy's Rainbow Six: Siege in occasione dell'operazione che aggiunge due operatori italiani, derivanti dal famoso G.I.S. e dal 9º Reggimento d'assalto paracadutisti "Col Moschin", schierati come difensori ovvero: Alibi e Maestro.
- Nel videogioco Battlefield 1 è presente questa frase nel retro delle piastrine che ricevi dopo 100 uccisioni con diversi tipi di arma.
- Il gruppo musicale sudafricano Seether ha pubblicato nel 2020 l'album Si vis pacem, para bellum.
- La parte finale di questa frase (para bellum), nella forma unita delle due parole Parabellum, fu il nominativo dell'indirizzo telegrafico della fabbrica d'armi tedesca Deutsche Waffen- und Munitionsfabriken (DWM) filiale di Berlino, che produsse la pistola Luger Parabellum e le sue cartucce, tra il 1898 e 1929.
- Il titolo del film John Wick 3 - Parabellum è un chiaro riferimento alla frase, che viene citata da Winston durante una scena del film.
- Nel 2017 MadMan pubblica "For Honor", un singolo in collaborazione con Ubisoft ispirato al videogioco omonimo, "For Honor". Nel brano compare la strofa "Si vis pacem para bellum", utilizzata per evocare lo spirito di battaglia del titolo.

### VarianteSi vis bellum para pacem
Il concetto inverso a quello espresso dalla massima latina è antecedente a Platone e si può ricondurre in parte a Esopo: "Spesso la persuasione è più efficace della violenza" (Favole, LXVI).
L'inversione vera e propria dei termini e della locuzione stessa è dovuta a Louis Antoine Fauvelet de Bourrienne, segretario particolare di Napoleone Bonaparte e suo ex compagno all'Accademia militare. Bourrienne, nelle sue Memorie, scrisse:
( Louis Antoine Fauvelet De Bourrienne, Mémoires de M. de Bourrienne, ministre d'état, sur Napoléon, vol. 4, Parigi, Ladvocat, 1830,  p. 84.)
 Napoleone voleva dire che chi intende pianificare una guerra farà bene a far abbassare la guardia alle altre nazioni, promuovendo la pace. Un'altra interpretazione è quella per cui i preparativi di pace di una nazione possono indurre un'altra a dichiararle guerra.